# Sierra Blanca (Texas)
Pour les articles homonymes, voir Sierra Blanca.
La census-designated place américaine de Sierra Blanca est le siège du comté de Hudspeth, dans l’État du Texas. Elle comptait 533 habitants lors du recensement de 2000.

## Source
- (en) Cet article est partiellement ou en totalité issu de l’article de Wikipédia en anglais intitulé « Sierra Blanca, Texas » (voir la liste des auteurs).